# Rossnesholmen
Rossnesholmen est une île dans le landskap Sunnhordland du comté de Vestland. Elle appartient administrativement à Kvinnherad.

## Géographie
Rocheuse et couverte d'arbres, à fleur d'eau, elle s'étend sur environ 282 m de longueur pour une largeur approximative de 87 m. 